# Clelia Caligiuri
Clelia Caligiuri (Sorrento, 20 dicembre 1904 – Napoli, 4 aprile 1996) è stata un'insegnante italiana. Si tratta della prima donna italiana a essere stata insignita del titolo di Giusto tra le Nazioni.

## Biografia
Nata a Sorrento, in Campania, rimase orfana di padre durante la prima guerra mondiale.
Nei primi anni '20, una volta ottenuta l'abilitazione all'insegnamento alla scuola elementare, a causa delle ristrettezze economiche e delle poche opportunità decise di lasciare la terra nata per il Veneto, spinta dalla prospettiva di ottenere immediatamente una cattedra in ragione della carenza di insegnanti in loco. Iniziò così a insegnare a Piavon, all'epoca comune autonomo (oggi frazione di Oderzo), in provincia di Treviso.
Nel 1930, a Pompei, sposò Renato De Gregorio, anch'egli sorrentino di nascita, di professione marinaio; i due si stabilirono definitivamente a Piavon. In seguito ebbero tre bambini.
Allo scoppio della seconda guerra mondiale, Renato fu arruolato nel Corpo del genio navale e aggregato all'equipaggio del cacciatorpediniere Espero. Morì il 20 giugno 1940, in occasione dell'affondamento della nave su cui si trovava mentre si dirigeva a Tobruk, in Libia.

### L'incontro con Sara Karliner
Clelia, rimasta vedova con tre figli, decise di rimanere in Veneto e iniziò a dedicarsi al sostegno psicologico e all'aiuto burocratico delle altre vedove di guerra. Nel 1943, su consiglio medico, mandò la figlia con la sorella in soggiorno sulle prealpi venete, affittando una stanza in una casa del piccolo centro di Follina. Qui conobbe Sara Karliner, ebrea jugoslava fuggita da Zagabria e confinata in paese dalle forze dell'ordine a causa delle leggi razziali fasciste. Tra le due si instaurò presto una forte amicizia, al punto che, all'indomani dei fatti dell'8 settembre 1943, Clelia aiutò Sara a scappare dal suo confino di Follina, iniziando a ospitarla clandestinamente nella propria casa di Piavon.
In seguito, a causa della folta presenza di truppe tedesche di stanza a Villa Reichsteiner, edificio situato a poca distanza dal centro del paese, Clelia decise di rivolgersi a don Giovanni Casagrande, parroco di Lutrano di Fontanelle, attivo nell'aiuto ai rifugiati, e dal luglio del 1944 Sara fu prudenzialmente nascosta presso la parrocchia fino alla fine del conflitto. Clelia continuò a visitare regolarmente Sara due volte alla settimana, portandole viveri. Prevedendo inoltre possibili complicazioni e l'eventuale necessità di una immediata fuga, Clelia diede a Sara anche del denaro che sarebbe servito per agevolarne la salvezza in caso di necessità.

### Dopo la seconda guerra mondiale
Al termine della guerra, con le elezioni amministrative del 1946, Clelia risultò eletta come consigliere comunale di Oderzo, nelle file della Democrazia cristiana. In seguito, chiese e ottenne il trasferimento in una scuola elementare di Napoli: nel 1948 si trasferì definitivamente insieme ai figli nella città partenopea, dove vivrà fino alla morte.
Sara Karliner, invece, prese residenza in Israele; la sua storia spinse lo Yad Vashem a conferire a Clelia il titolo di Giusta tra le nazioni. La cerimonia di conferimento dell'onorificenza si tenne a Gerusalemme il 18 ottobre 1966: nell'occasione Clelia piantò l'albero di rito nel Giardino dei Giusti.
Sabato 8 febbraio 2020 è stata dedicata alla sua memoria la piazzetta antistante alla scuola elementare di Piavon, in occasione di una cerimonia a cui hanno preso parte le figlie.